# Henri Charrière
Henri Charrière (známý pod přezdívkou Papillon – Motýlek, 16. listopadu 1906 – 29. července 1973) byl Francouz usvědčený za vraždu (sám ale tvrdil, že je nevinen) a odsouzený k nuceným pracím ve Francouzské Guyaně, odkud utekl a žil ve Venezuele. Známým se stal především proto, že svůj útěk zaznamenal v autobiografickém románu Motýlek, který se stal bestsellerem, přestože je často zpochybňována jeho autenticita.

## Život
Narodil se ve městě Ardèche. Jeho matka zemřela, když mu bylo deset let. V roce 1923 vstoupil do vojenského námořnictva, kde sloužil dva roky. Později se stal členem pařížského podsvětí, oženil se a měl dceru. 26. října 1931 byl za vraždu pasáka, známého jako malý Roland, odsouzen k doživotnímu vězení a deseti letům nucených prací (celý život tvrdil, že byl odsouzen neprávem). Po krátkém uvěznění byl deportován na Francouzskou Guyanu, odkud 29. listopadu 1933 s dvěma spoluvězni uprchl do Kolumbie, kde byl znovu chycen a uvězněn. Měl být znovu vydán Francii, podařilo se mu ale utéci na území indiánských kmenů, kde prožil několik měsíců. Musel odsud ale odejít, v Santa Marta byl v roce 1934 znovu zatčen a vydán do Francie. Byli opět uvězněni a odsouzeni ke dvěma letům na samotce. Po propuštění do běžného vězeňského režimu a jednom dalším neúspěšném pokusu se mu konečně v roce 1945 podařilo utéci do Venezuely. Uplaval na pytli kokosových ořechů, jeho společník se při tomto pokusu utopil. Ve Venezuele se usadil, otevřel si restauraci, oženil se s ženou jménem Rita a stal se místní celebritou. Své vzpomínky vtělil do dvou autobiografických románů, Motýlek (1969) a Banco (1970). Motýlek se stal bestsellerem, byl dokonce zfilmován (1973, režie Franklin Schafner, v hlavní roli Steve McQueen). Zemřel v roce 1973 v Madridu na rakovinu.

## Motýlek
Charrièrův Motýlek (Papillon), popisující jednoduchým dobrodružným stylem vězeňské zážitky a nezdařené úniky v letech 1931-1945, byl velmi úspěšný, jen ve Francii se prodalo více než 1 500 000 výtisků. Záhy byl přeložen i do češtiny Sergejem Machoninem (1971). Název je odvozen od autorovy přezdívky a přezdívka od tetování v podobě motýla, které měl Charrière na hrudníku. Na úspěch románu navázal později románem Banco (česky 1981), v němž popsal své zkušenosti z Venezuely.
Už za Charrièrova života byla autenticita Motýlka předmětem pochybností. Zdá se, že do svého vlastního příběhu zapojil Charriére také historky svých spoluvězňů, z velké části smyšlené. V roce 2005 se dokonce přihlásil jakýsi Charles Brunier, Charrièrův spoluvězeň, který tvrdil, že skutečným Motýlkem je on, čemuž nasvědčují mnohé okolnosti včetně tetování motýla (které měl ovšem Charrière také). Rozhodně je ale Motýlek přes svou velkou působivost a oblibu jen volným a literárně silně upraveným zpracováním autorova života a ne jeho přesným záznamem. I přesto nelze zpochybnit, že podmínky pro vězně byly naprosto otřesné a zacházení s nimi překračovalo běžnou mez francouzského vězeňství.